# Roberto Yanés
Roberto César Iannacone (25 de abril de 1932-30 de mayo de 2019), conocido como Roberto Yanés, fue un músico, cantante, compositor y actor argentino.

## Biografía
En su natal Córdoba, participó desde niño en programas de radio y estudió música en el Conservatorio Provincial de Música. Durante su servicio militar, realizó presentaciones en el casino de oficiales.
En 1956 se mudó a Buenos Aires, donde ejerció como pianista y cantante de boleros, tango y jazz, hasta que en 1958 firmó como solista con la disquera CBS. Con este sello grabó «Dónde estará mi vida» y «El espejo», temas que alcanzaron un relativo éxito. A partir de entonces fue un consagrado del bolero, a nivel de otros representantes australes del género, como Lucho Gatica y Leo Marini. 
En 1963 grabó con Astor Piazzolla un EP con los temas «Cafetín de Buenos Aires», «Margarita Gauthier», «Fuimos» y «Griseta».
Su voz constituyó un referente en temas tan populares como «Camino del puente», «Si me comprendieras», «Volver», «Contigo en la distancia» y «El reloj». También fue compositor de canciones, siendo de su autoría los temas «Querer como nadie» y «Te desafío».
A lo largo de su carrera ha recibido diferentes premiaciones, como el Martín Fierro (1962), el diploma de la Sadaic, el Nueve de Oro de canal 9 (Argentina) y el Premio Konex (1985).
Yanés falleció el 30 de mayo de 2019, a la edad de 87 años.

## Discografía
La discografía de Yanés cuenta con unos 80 discos, entre los que se encuentran:
- Corazón a corazón
- Momentos íntimos
- Un poquito
- La última cita
- Cualquiera
- En la intimidad
- The many moods of Roberto Yanés